# Герб Вишгорода
Герб Ви́шгорода — офіційний символ міста Вишгород, районного центру Київської області. Затверджений рішенням сесії міської ради № 1108/144 від 3 березня 1996 року. Автор — Р. Орлов

## Опис
Герб являє собою геральдичний щит чотирикутної форми з півколом в основі. У срібному полі в червоно-чорному одязі святі Борис і Гліб утримують золотий восьмираменний хрест. Щит обрамований декоративним картушем та увінчаний золотою міською короною з трьома вежками.

## Значення
Святі Борис і Гліб символізують визначне історичне минуле літописного Вишгорода — великого ремісничого центру та північного форпосту Києва, нагадують про одну з найстаріших мурованих церков доби Київської Русі, яка була збудована у Вишгороді. Золотий хрест історично вирізняє Вишгород як один з найдавніших центрів релігійного життя Київської Русі та наявність поблизу міста стародавнього монастиря.
Срібний колір в геральдиці символізує цноту, чистоту, бездоганність та непорочність. Червоний колір — традиційний і широко вживаний у часи Київської Русі — виказує мужність та силу, сміливість, любов. Чорний — обережність, мудрість, глибину й таємничість життя, сум. У поєднанні червона та чорна барви символічно передають трагізм невинної загибелі Бориса та Гліба від руки брата та стверджують ідею християнської любові.

## Цікавинки
- Першим гербом міста була емблема створена археологом Русланом Орловим на основі знайденого амулета-змійовика XIII—XIV століття. В основу емблеми було покладено традиційне зображення святих Бориса і Гліба в плащах-корзнах і високих княжих шапках; до іконографічної схеми доданий напис «ВИШГОРОД» над фігурами святих і рік заснування міста — 946, під фігурами. Цей герб проіснував з 1994 до 1996 року і ліг в основу сучасного герба.
- У 1996 році разом з гербом була затверджена печатка міста. Печатка має форму кола діаметром 50 мм. В центрі, у колі діаметром 42 мм, вміщено зображення міського герба — святі Борис і Гліб утримують золотий восьмираменний хрест. По колу легенда: Печатка Міста Вишгорода. Як роздільники слів легенди використані хрест та зірочки.